# Rupert Hine
Rupert Neville Hine (Londres, 21 de septiembre de 1947- Wiltshire, 4 de junio de 2020) fue un músico, compositor y productor musical británico. Fue conocido por su trabajo con artistas y bandas como Kevin Ayers, Tina Turner, Howard Jones, Saga, Bob Geldof, Thompson Twins, Stevie Nicks, Chris de Burgh, Suzanne Vega, Rush, Duncan Sheik, Fórmula y Eleanor McEvoy.
Grabó nueve álbumes como solista y con las agrupaciones Thinkman y Quantum Jump.
Su fallecimiento fue anunciado el 5 de junio de 2020, por causas no develadas, tenía setenta y dos años. El deceso fue confirmado por The Ivors Academy.

## Discografía

### Estudio
- The Sounds of Silence, 7" single (1965)
- Pick Up a Bone (1971)
- Unfinished Picture (1973)
- Quantum Jump (1975)
- Barracuda (1977)
- Mixing (1979)
- Immunity (1981)
- Waving Not Drowning (1982)
- Wildest Wish to Fly (1983)
- The Formula (1985)
- Life is a Full-Time Occupation (1988)
- Hard Hat Zone (1990)
- The Deep End (1994)
- Spin 1ne 2wo (1995)
- Unshy on the Skyline - The Best of Rupert Hine (2015)

### Como productor (seleccionada)
- Kevin Ayers – The Confessions of Dr. Dream and Other Stories (1974)
- Anthony Phillips – Wise After the Event (1977)
- Wildlife – Burning (1979)
- Camel - I can see your house from here .(1979)
- Saga – Worlds Apart (1981)
- Jona Lewie – Heart Skips Beat (1981)
- Chris De Burgh – The Getaway (1982)
- Tina Turner – Private Dancer (1984)
- Chris De Burgh – Man on the Line (1984)
- Howard Jones – Dream into Action (1985)
- Tina Turner – Break Every Rule (1986)
- Thompson Twins – Close to the Bone (1987)
- Bob Geldof – Deep in the Heart of Nowhere (1986)
- Stevie Nicks – The Other Side of the Mirror (1989)
- Rush – Presto (1989)
- The Fixx – Ink (1990)
- Bliss – A Change in the Weather (1990)
- Bob Geldof – The Vegetarians of Love (1990)
- Rush – Roll the Bones (1991)
- Katey Sagal – Well... (1994)
- Milla Jovovich – The Divine Comedy (1994)
- Duncan Sheik – Duncan Sheik (1996)
- Suzanne Vega – Songs in Red and Gray (2001)